# Joost M. Tinbergen
Joost Marius Tinbergen (* 1950 in Groningen) ist ein niederländischer Ökologe.

## Leben
Tinbergen ist der Sohn des Ornithologen Luuk Tinbergen sowie der Neffe der Nobelpreisträger Jan Tinbergen und Nikolaas Tinbergen. Sein älterer Bruder Tijs Tinbergen ist Filmemacher. Nach einem Biologiestudium in Leiden und Groningen wurde er 1980 mit der Dissertation Foraging decisions in Starlings zum Ph.D. an der Reichsuniversität Groningen (RUG) promoviert. Danach arbeitete er mehrere Jahre als Postdoc an der RUG. Von 1982 bis 1983 war er Mitarbeiter am Netherlands Institute of Ecology (NIOO) in Heteren, wo er Untersuchungen zur Brutökologie der Kohlmeise durchführte. Seit 1993 ist er in der Forschungsgruppe Tierökologie der RUG tätig, zunächst als Universitätsdozent, seit 1994 als außerordentlicher Professor. Im Februar 2006 wurde er zum außerordentlichen Professor auf dem Lehrstuhl Ecology of Life Histories an der Reichsuniversität Groningen ernannt.
Tinbergen befasst sich mit der experimentellen Forschung zur Ökologie und zum Verhalten von Vögeln unter natürlichen Bedingungen, wobei er insbesondere die Konsequenzen von Verhaltensänderungen für das Überleben und die Fortpflanzung unter verschiedenen ökologischen Bedingungen studiert. In einem 22-Jahre andauernden Forschungsprojekt von 1994 bis 2015 studierte Tinbergen das Brutverhalten der Kohlmeise im Nationalpark Lauwersmeer. Hierfür wurden 93.668 Vögel gefangen und registriert. Tinbergen ging es dabei um die Fragestellung, wie die Population reguliert wurde und welche Mechanismen die natürliche Auslese beeinflussten. Dabei kam er zu dem Ergebnis, dass bei der Fitness nicht nur physiologische, sondern auch soziale Aspekte eine Rollen spielen. Eltern mit einer großen Brut können im Folgejahr weniger gut mit der Konkurrenz umgehen. Welche Gelegegröße also den meisten Nachwuchs hervorbringt, ist demnach nicht nur von der Konkurrenz abhängig, sondern auch davon, wie sich die Artgenossen verhalten.
Im Jahr 2000 war Tinbergen mit Theunis Piersma, Jan Bakker, Jos van den Broek und Gerard Baerends Co-Autor des Werks De onvrije natuur: Verkenningen van natuurlijke grenzen. 2005 wirkte er am Buch Seeking Nature’s Limits von Rudi Drent mit.